# Diocèse de Nardò-Gallipoli
Le diocèse de Nardò-Gallipoli (en latin : Diœcesis Neritonensis-Gallipolitana ; en italien : Diocesi di Nardò-Gallipoli) est un diocèse de l'Église catholique en Italie, suffragant de l'archidiocèse de Lecce et appartenant à la région ecclésiastique des Pouilles.

## Territoire
Le diocèse est situé dans une partie de la province de Lecce, les autres parties de cette province sont partagées par le diocèse d'Ugento-Santa Maria di Leuca et les archidiocèses de Lecce, d'Otrante et de Brindisi-Ostuni, ce dernier étant sur une partie de la ville métropolitaine de Bari et la province de Brindisi.
Il possède un territoire de 587 km2 divisé en 66 paroisses regroupées en 6 archidiaconés. L'évêché est à Nardò où se trouve la basilique cathédrale de l'Assomption ; à Gallipoli, la basilique cocathédrale de Sainte Agathe garde le souvenir de l'ancien diocèse.

## Histoire
Le diocèse de Nardò-Gallipoli est le résultat de la fusion des diocèses de Nardò et de Gallipoli par le décret Instantibus votis de la congrégation pour les évêques du 30 septembre 1986, date à laquelle le nouveau diocèse prend son nom actuel.

### Diocèse de Nardò
Il est probable que Nardò est déjà un diocèse dès les premiers siècles de l'ère chrétienne. En fait, il existe une lettre apostolique, douteuse, du pape Paul Ier, de 761 ou 762, adressée au diocèse, pour mettre fin à l'élection de l'ordinaire ; ce document révèle aussi qu'une communauté d'archimandrite basiliens étaient victime de la persécution de Constantin V. L'évêque Jérôme De Franchis évoque cette tradition dans la documentation relative à sa visite pastorale de 1612, lorsqu'il mentionne des lettres apostoliques des Ve et VIe siècles conservées dans l'archidiocèse de Brindisi. Des traces de l'origine grecque du diocèse sont rapportées en ce qui concerne la décoration sacrée lors des visites pastorales du XVe siècle.
À partir de 1090, Nardò devient siège d'une abbaye bénédictine ; dons, legs, privilèges et concessions en faveur des abbés contribue à la physionomie territoriale du diocèse. Historiquement, cependant, l'existence d'un diocèse apparaît avant la demande de son érection par Jean De Epifanis à l'antipape Jean XXIII. De Epifanis devint le premier évêque de Nardo le 12 janvier 1413 mais lors du grand schisme d'Occident, Nardò à un évêque, l'abbé Mathieu, nommé par l'antipape Clément VII le 28 juin 1387. Fabio Chigi, ancien évêque de Nardò, est élu, le 7 avril 1655, au trône pontifical sous le nom d'Alexandre VII.
Le 27 février 1674, le séminaire diocésain de Nardò est érigé par l'évêque Brancaccio et dédié à saint Philippe Néri. La pose de la première pierre du séminaire actuel a lieu le 31 mai 1960 sous l'épiscopat de Corrado Ursi, il est inauguré le 7 mai 1964 par son successeur Antonio Rosario Mennonna. Le bâtiment, à la demande de Mgr Aldo Garzia, est rénové et rouvert le 8 décembre 1993. Le séminaire accueille également l'institut des sciences religieuses. Dans le même bâtiment, par décision du conseil presbytéral du 25 octobre 2011, la maison diocésaine du clergé est construite, équipée pour accueillir des prêtres âgés ou infirmes.

### Diocèse de Gallipoli

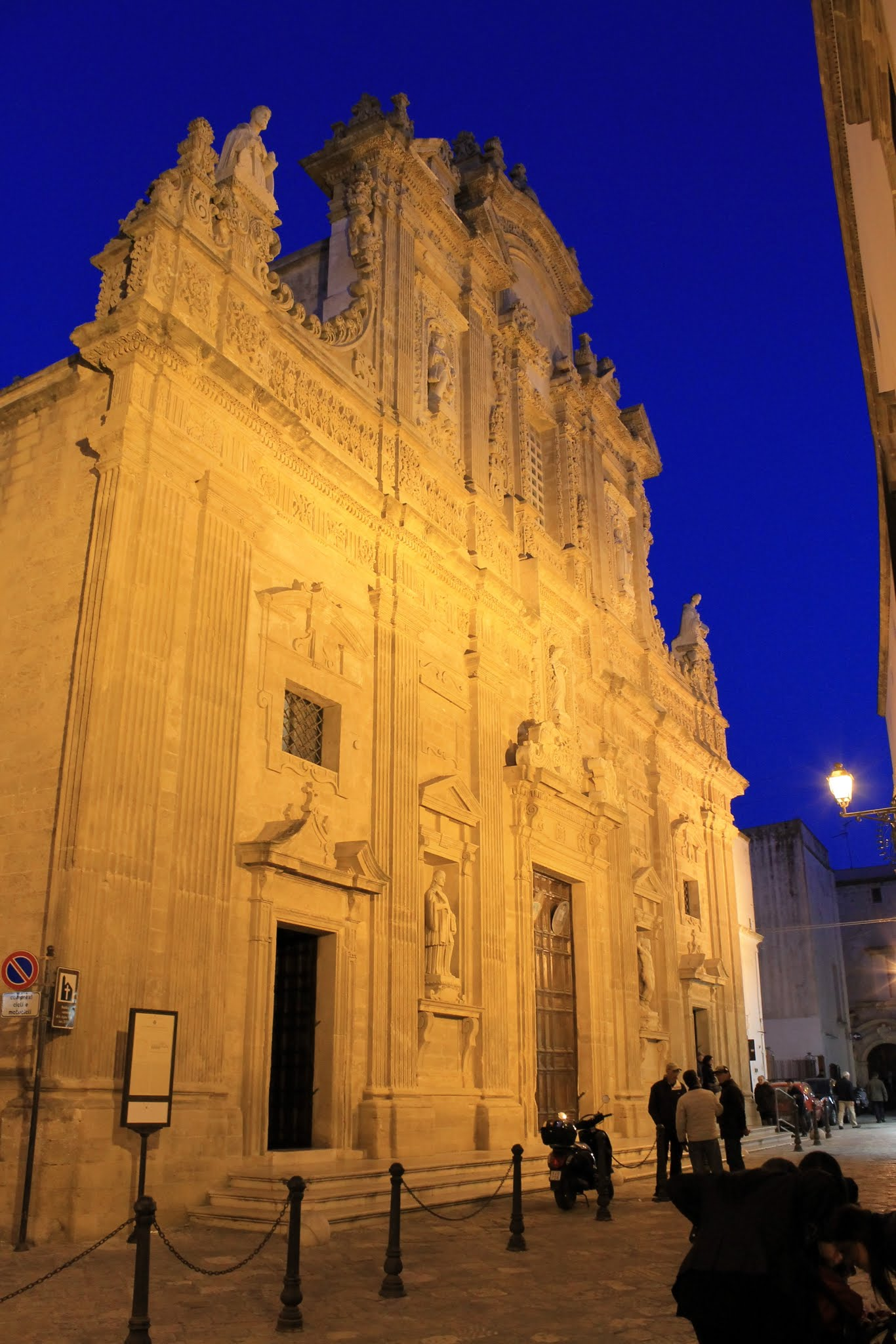
Façade de la co-cathédrale Sainte Agathe de Gallipoli.

Les origines du diocèse de Gallipoli sont incertaines. Selon la tradition, commune à d’autres diocèses des Pouilles, la communauté chrétienne est fondée par l'apôtre saint Pierre qui laisse la jeune église à son disciple Pancrace de Taormina. Aucune source historique ne donne le nom du pape qui élève Gallipoli en évêché ; Ferdinando Ughelli, historien des origines du siège épiscopal, écrit dans le tome IX de son ouvrage majeur "Italia Sacra" qu'il est cependant certain que le diocèse de Gallipoli est plus ancien que le pape Grégoire Ier. Le premier évêque attesté historiquement est Dominique, qui signe un décret du pape Vigile de 551 contre Théodore, archevêque monophysite de Césarée.
L’universitaire et historien Giorgio Otranto, dans son ouvrage intitulé Italie méridionale et Pouilles chrétiennes primitives : essais historiques, affirme que le diocèse remonte au début du Ve ou à la fin du IVe siècle ; il est certain que Gallipoli, vers la fin du Ve siècle, est un siège épiscopal latin. Jusqu'au VIIIe siècle, ce diocèse est immédiatement soumis au Saint-Siège. Par la suite, du VIIIe au XIe siècle, les diocèses du Salento gravitent autour du patriarcat de Constantinople jusqu'à la conquête normande de la région. À l'époque byzantine, Gallipoli est suffragant de l'archidiocèse de Santa Severina, comme l'atteste la Notitia Episcopatuum attribuée à l'empereur byzantin Léon VI le Sage (886-912) et datée du début du Xe siècle.
Le chapitre de chanoines de la cathédrale de Gallipoli élit les évêques jusqu'au XIVe siècle mais de nombreux problèmes surgissent entre les électeurs et les élus. Clément V est le premier pontife romain à pourvoir à l'élection des évêques gallipolitains. À la suite des changements politiques survenus dans le Salento, juste après le synode de Melfi en 1067, Gallipoli devient suffragant de l'archidiocèse d'Otrante. Le rite latin ne s'impose que progressivement dans le diocèse : au XVIe siècle encore, les offices de la cathédrale sont en rite byzantin.
Le rite byzantin est maintenu jusqu'en 1513 en raison de la présence de moines basiliens qui se réfugient à Gallipoli pour échapper à la persécution iconoclaste. En souvenir de cette ancienne tradition du rite byzantin observée dans le diocèse, l'Évangile est proclamé en grec lors des messes pontificales présidés par l'évêque. Le diocèse de Gallipoli, avec l'avènement des Normands, attesté par un document de 1172, doit céder la plus grande partie de son territoire à l'abbaye voisine de Sancta Maria de Nerito.
Il est certain que le diocèse gallipolitana a généré des personnalités religieuses importantes et bien connues: certains évêques seront érigés en dignité cardinale, comme le cardinal camerlingue Francesco Armellini de' Medici et Andrea della Valle ; l'évêque Alessio Zelodano est nommé secrétaire officiel du pape Jules II en raison de l'excellence de sa préparation théologique et philosophique ; Le cardinal Vincenzo Orsini, archevêque de Bénévent, plus tard élu pape sous le nom de Benoît XIII, est un commendataire de l'abbaye de San Mauro. Philippe V d'Espagne appelle à sa propre cour l'archevêque Antonio Maria Piscatori, le nommant prédicateur de la cour, qualificateur de l'inquisition sacrée, théologien et examinateur à la nonciature apostolique du royaume d'Espagne. Selon le professeur Antonio Barbino, ces évêques contribuent à faire de l'ancien diocèse de Gallipoli l'un des plus importants d'Italie.

### Diocèse de Nardò-Gallipoli
Jusqu'au 20 octobre 1980, date de l'érection de la province ecclésiastique de l'archidiocèse de Lecce, le diocèse de Nardò est immédiatement soumis au Saint-Siège tandis que le siège de Gallipoli est suffragant de l'archidiocèse d'Otrante. Le 30 septembre 1983, Aldo Garzia , ancien évêque de Gallipoli et coadjuteur d'Antonio Rosario Mennonna, devient par succession évêque de Nardo, unissant in persona episcopi les deux diocèses. Le 20 février 1984, le même évêque érige le centre culturel diocésain, comprenant les archives historiques et la bibliothèque Antonio Sanfelice fondée en 1721. Ce centre, pour la consistance de son patrimoine d'archives est reconnu par le président de la région des Pouilles, par décret des 10 mai 1984 et 21 mai 1985 comme intérêts historiques locales. Le 30 septembre 1986, par le décret Instantibus votis de la congrégation pour les évêques, les deux sièges de Nardò et de Gallipoli sont totalement unit et la nouvelle circonscription ecclésiastique prend son nom actuel. En 1988, les paroisses des hameaux de Collemeto, Noha et Santa Barbara de la municipalité de Galatina sont cédées à l'archidiocèse d'Otrante. Le musée diocésain de Gallipoli est inauguré le 12 juillet 2004 dans les locaux de l'ancien séminaire, construit dans le style baroque entre 1651 et 1660 afin de valoriser les innombrables œuvres appartenant à l'ancien diocèse de Gallipolina.

## Sources
- Catholic-Hierarchy.org

- (it) Cet article est partiellement ou en totalité issu de l’article de Wikipédia en italien intitulé « Diocesi di Nardò-Gallipoli » (voir la liste des auteurs).

### Articles liés
- Liste des diocèses et archidiocèses d'Italie
- Église catholique en Italie